# جامع بندر عباس
جامع بندر عباس (بالفارسية: جامع بندر عباس) أو جامع دلغشا (بالفارسية: جامع دلگشا) هو أحد أقدم المساجد في بندر عباس، عاصمة محافظة هرمزغان في جنوب إيران.